# Lenita Susi
Lenita Susi (* 18. Juli 1996 in Helsinki) ist eine finnische Schauspielerin.

## Biografie
Susi ist die Tochter der Schriftstellerin Pauliina Susi. Schon in ihre Kindheit trat sie in den Keravas Vekarateatteri auf. Ihr Debüt gab sie 2005 in dem Kurzfilm
Huone 14. Anschließend spielte sie 2014 in dem Film Mielensäpahoittaja mit. 
2015 setzte sie ihre Karriere in Elämältä kaiken sain fort. Von 2016 bis 2019 bekam Susi in Bordertown eine Hauptrolle. Seit 2021 ist sie in der Serie Salatut elämät zu sehen.
Außerdem ist die Mitglied einer K-Pop Tanzgruppe.

## Filmografie
Filme
- 2005: Huone 14
- 2014: Mielensäpahoittaja
- 2015: Elämältä kaiken sain
- 2021: Bordertown: Ein besserer Ort (Sorjonen: Muraalimurhat)

Serien
- 2016–2019: Bordertown (Sorjonen)
- 2019: Luuserit
- 2019–2020: Justimus esittää: Duo
- seit 2021: Salatut elämät